# Route des Bosquets-Mortemart
Ne doit pas être confondu avec Route des Bosquets.
La route des Bosquets-Mortemart est une voie située dans le 12e arrondissement de Paris, en France.

## Origine du nom

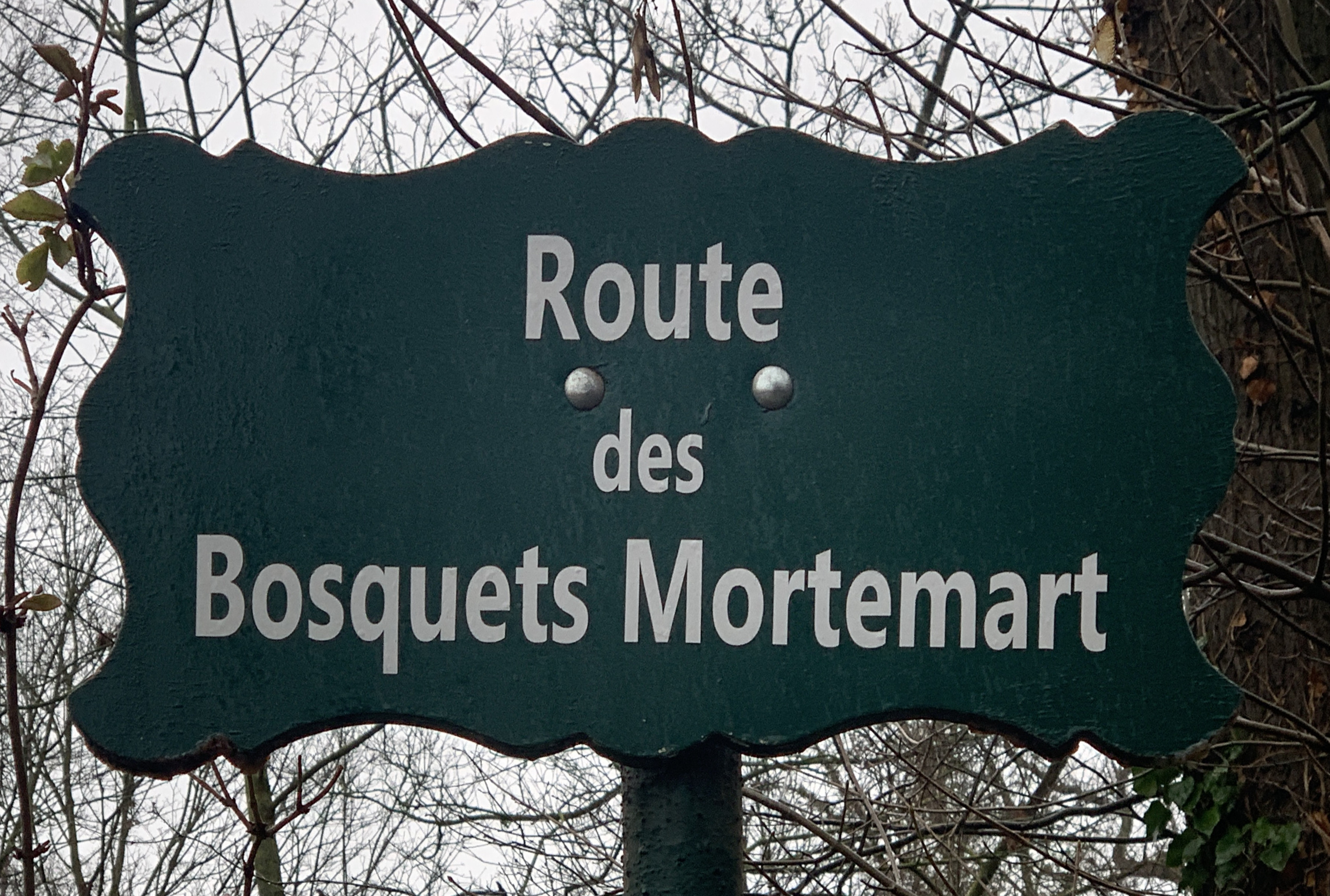
Plaque de la route.